# Sanicula purpurea
Sanicula purpurea är en flockblommig växtart som beskrevs av Edward Porter St.John och Edward Yataro Hosaka. Sanicula purpurea ingår i släktet sårläkor, och familjen flockblommiga växter. Inga underarter finns listade i Catalogue of Life.